# Astrild à croupion rose
Estrilda rhodopyga
Espèce
Statut de conservation UICN

 LC  : Préoccupation mineure
L’Astrild à croupion rose ou Astrild à dos rouge (Estrilda rhodopyga) est une espèce de passereaux de la famille des Estrildidae.

## Description
Cet oiseau mesure environ 10 cm de longueur. Les bandes oculaires rouges sont plus importantes chez le mâle que chez la femelle. Les rémiges secondaires et les rectrices médianes sont bordées de rouge. Le croupion est rose cramoisi d'où l'un de ses noms spécifiques. Les parties inférieures sont beige avec de petites stries plus ou moins distinctes sur les flancs.

## Répartition
Cet oiseau se trouve au Burundi, en République démocratique du Congo, à Djibouti, en Égypte, en Érythrée, en Éthiopie, au Kenya, au Malawi, en Ouganda, au Rwanda, en Somalie, au Soudan et en Tanzanie.

## Habitat
Cette espèce peuple les milieux agricoles et les abords de villages.

## Sous-espèces
Cet oiseau est représenté par deux sous-espèces.